# Ordine della Stella equatoriale
L'Ordine della Stella Equatoriale è il principale ordine cavalleresco del Gabon.

## Storia
L'Ordine della Stella Equatoriale venne fondato il 6 agosto 1959, anno in cui vennero mossi i primi passi per l'indipendenza coloniale dalla Francia, che venne però raggiunta solo l'anno successivo e come tale l'Ordine venne di fatto autorizzato dal governo francese.
Esso venne creato per premiare quanti si fossero distinti per meriti personali civili o militari al servizio della nazione.

## Classi
L'Ordine dispone delle seguenti classi di benemerenza:
- Collare
- Cavaliere di Gran Croce
- Grand'Ufficiale
- Commendatore
- Ufficiale
- Cavaliere

| Nastri          |                         |              |
| Cavaliere       | Ufficiale               | Commendatore |
| Grand'Ufficiale | Cavaliere di Gran Croce | Collare      |

## Insegne
- La medaglia dell'ordine consiste in una stella a sei punte gialla che riporta tra le braccia della stella dei tre petali azzurri. Al centro della stella si trova un medaglione d'oro raffigurante un profilo femminile africano rivolto verso sinistra ed attorniato da un anello smaltato di azzurro con incisa in oro la frase "REPUBLIQUE GABONNAISE" (Repubblica del Gabon). La decorazione è appesa al nastro attraverso una corona d'alloro smaltata di verde.
- La placca consiste in una stella d'argento fiammeggiante con al centro la stella a cinque punte gialla senza petali azzurri riportante un medaglione d'oro raffigurante un profilo femminile africano rivolto verso sinistra ed attorniato da un anello smaltato di azzurro con incisa in oro la frase "REPUBLIQUE GABONNAISE" (Repubblica del Gabon). Le braccia sono unite da una corona di palma d'oro.
- Il nastro è rosso con una striscia blu, una gialla e una verde (i colori della bandiera del Gabon) per parte.